# 泰道リビング
泰道リビング株式会社（たいどうリビング）は、かつて存在した家具・ファッション小売・卸商社である。「泰道グループ」の中核企業だった。
経営難で民事再生法の適用を申請し、2009年7月に昭和西川株式会社の完全子会社として事業譲受され、後に消滅した。

## 沿革
旧法人
- 1926年 - 泰道商店を創業する。
- 1948年 - 泰道繊維株式会社を設立する。
- 1981年 - 泰道リビング株式会社に社名を変更する。
- 2009年3月19日 - 東京地裁に民事再生手続開始の申立てを行い、倒産する。

新法人
- 2009年 - 昭和西川が全額出資して（新）泰道リビング株式会社を設立し、（旧）泰道リビング株式会社より事業を譲受する。
- 2011年3月 - 昭和西川が吸収合併する。

## 泰道グループ
エスエス製薬、泰道リビングなどで構成され、バブル崩壊後に経営不振となり系列企業の多くを譲渡する。泰道リビングとエスエス製薬は三和グループの一社で、三和系企業で構成されるみどり会に加盟していた。

### グループ企業
- 泰道リビング株式会社 - 旧泰道繊維株式会社で、家具やファッションの小売を手掛け、 昭和西川の子会社に事業譲渡した後に吸収合併される。
  - 株式会社泰道プラザ - 泰道リビングの子会社である。
- エスエス製薬株式会社 - 1996年から2017年までベーリンガーインゲルハイム系列、2018年以降は仏・サノフィ系列となる。
- 株式会社秋葉原（アキハバラデパート） - 東日本旅客鉄道に全株式を売却し、のちに東京圏駅ビル開発株式会社の一部門となる。
- コスモ信用組合 - 経営破綻して消滅する。